# دانشگاه بن گوریون
دانشگاه بن گوریون (به عبری: אוניברסיטת בן-גוריון בנגב) یک دانشگاه تحقیقاتی دولتی در شهر بئرشبع واقع در مرکز منطقه صحرای نگب در جنوب اسرائیل است که در سال ۱۹۶۹ میلادی بنیان‌نهاده شده‌است. مقر دانشگاه در جایی قرار گرفته است که روزی داوید بن گوریون نخستین نخست‌وزیر اسرائیل در آن مکان اعلام داشت که: «استعداد اسرائیل در توسعه علم، تحقیقات و فناوری در صحرای نگب به پرتو امتحان گذاشته خواهد شد».

## تاریخچه
دانشگاه بن‌گوریون در سال ۱۹۶۹ با نام «دانشگاه نگب» تأسیس شد، با هدف ترویج توسعه بیابان نگب که بیش از شصت درصد از خاک اسرائیل را تشکیل می‌دهد. بعدها این دانشگاه به افتخار بنیان‌گذار و نخست‌وزیر نخست اسرائیل، داوید بن‌گوریون، که معتقد بود آینده کشور در این منطقه نهفته است، به نام او تغییر نام داد. پس از درگذشت بن‌گوریون در سال ۱۹۷۳، این دانشگاه رسماً به «دانشگاه بن‌گوریون نگب» تغییر نام یافت. روسای پیشین این دانشگاه عبارت‌اند از موشه پریوس (۱۹۷۳–۱۹۷۵)، یوسف تکوآ (۱۹۷۵–۱۹۸۱)، شلومو گازیت (۱۹۸۲–۱۹۸۵)، حییم الاتا (۱۹۸۵–۱۹۹۰)، آویشای براورمن (۱۹۹۰–۲۰۰۶)، ریفکا کارمی (۲۰۰۶–۲۰۱۸) و دنیل چاموویتس (۲۰۱۹ تاکنون). رئیس فعلی شورای اجرایی آوی نیسنکورن است.
در سال ۲۰۱۶، دکتر هاوارد مارکوس فقید و لاتی مارکوس حدود ۴۰۰ میلیون دلار آمریکا به این دانشگاه وصیت کردند. این بزرگ‌ترین وصیت مالی در تاریخ دانشگاه‌های اسرائیل و سخاوتمندانه‌ترین اهدای مالی به هر نهاد آموزشی در کشور اسرائیل است. این مبلغ، سرمایه‌ وقف موجود دانشگاه را دو برابر کرد.

## دانشکده‌ها

### دانشکده‌ها، مدارس، مؤسسات پژوهشی و مراکز.
دانشگاه بن‌گوریون دارای پنج دانشکده با ۵۱ دپارتمان و واحد آکادمیک است:
- دانشکده علوم انسانی
- دانشکده علوم طبیعی
- دانشکده علوم مهندسی
- دانشکده علوم پزشکی
- مدرسه حسابداری و مدیریت

دانشگاه بن‌گوریون دارای هفت مدرسه است، از جمله: مدرسه تحصیلات تکمیلی پیشرفته کرایتمن، دانشکده پزشکی جویس و ایروینگ گلدمن، مدرسه لئون و ماتیلد رکاناتی برای حرفه‌های سلامت جامعه، مدرسه داروسازی، مدرسه بین‌دانشکده‌ای علوم مغز، مدرسه علوم آزمایشگاه‌های پزشکی و مدرسه آموزش پزشکی مداوم.
دانشگاه بن‌گوریون دارای هشت مؤسسه پژوهشی است، از جمله: مؤسسات تحقیقاتی جیکوب بلاوشتاین برای پژوهش‌های بیابان، مؤسسه ایلس کاتز برای علوم و فناوری در مقیاس نانو، مؤسسه تحقیقاتی بن‌گوریون برای مطالعات اسرائیل و صهیونیسم، و هکشریم – مؤسسه پژوهشی ادبیات و فرهنگ یهودی و اسرائیلی.
در سال ۲۰۲۴، دانشگاه برنامه‌ای جدید در رشته پزشکی راه‌اندازی کرد که به‌طور ویژه برای خدمت‌رسانی به مهاجران تازه‌وارد به اسرائیل طراحی شده است. این ابتکار که با هدف رفع کمبود پزشک و تسهیل گذار حرفه‌ای برای اولیم (مهاجران یهودی) انجام شد، با کمک یک اهدای خیریه بزرگ از سوی صنعتگر اسرائیلی، سمی سگول، ممکن شد.

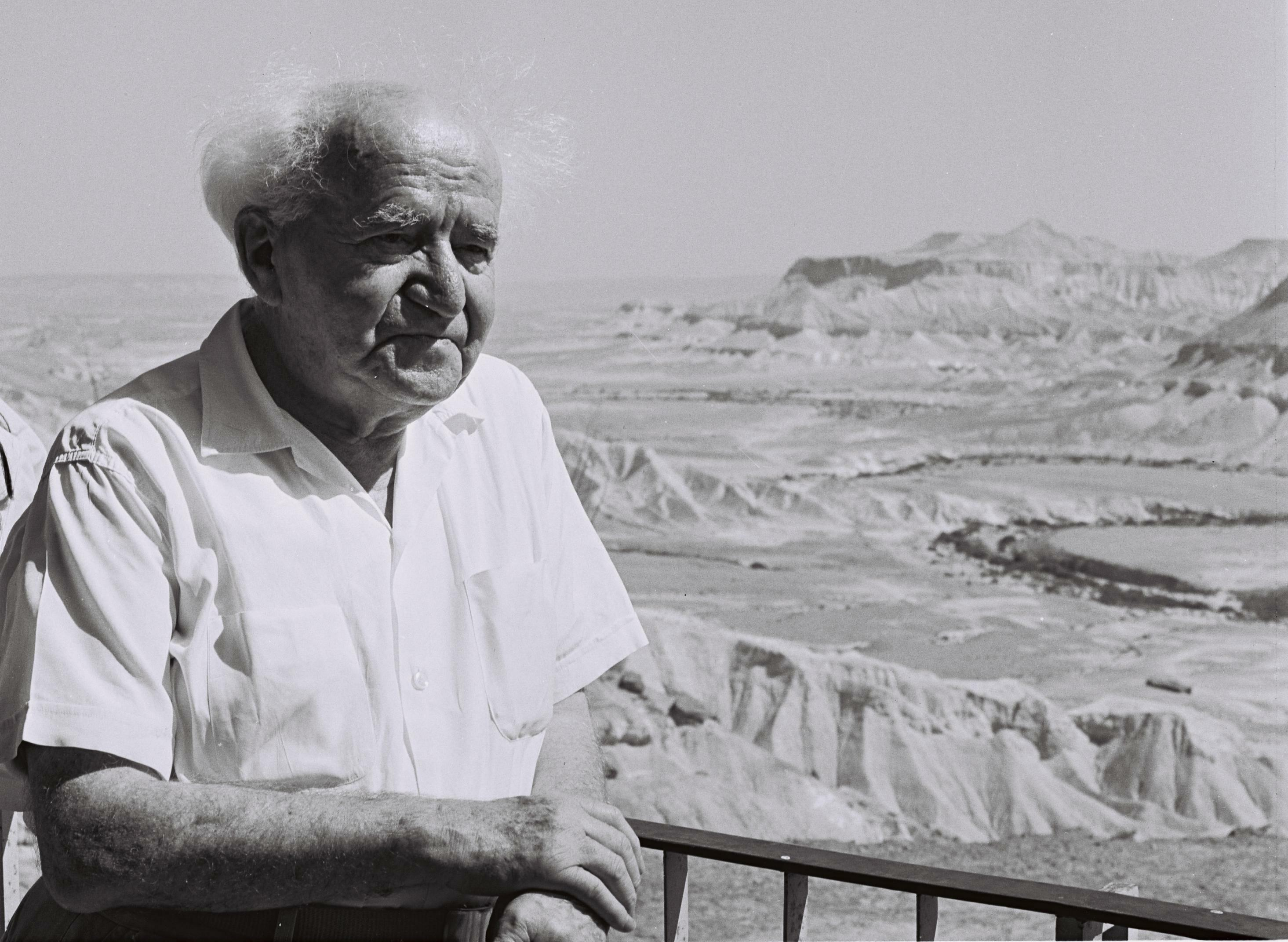
داوید بن گوریون

در سال ۱۹۷۸، پروفسور آلفرد اینسلبِرگ، که در آن زمان عضو دانشکده ریاضیات بود، به همراه دکتر سم برگمن و دکتر آویراهام ملکمن، برنامه علوم کامپیوتر را پایه‌گذاری کردند که تا سال ۱۹۸۲ بیش از ۲۰۰ دانشجو جذب کرده بود. شایان ذکر است که این نخستین برنامه دانشگاهی در اسرائیل بود که در آن زبان برنامه‌نویسی پاسکال تدریس می‌شد، دانشجویان از ترمینال‌ها به جای دستگاه‌های پانچ کارت استفاده می‌کردند و نخستین آزمایشگاه گرافیک کامپیوتری در اسرائیل در آن تأسیس شد. این رویداد سرآغاز آموزش علوم کامپیوتر در دانشگاه بن‌گوریون بود که در نهایت به تأسیس دپارتمان مستقل علوم کامپیوتر انجامید.

### مدرسه پزشکی برای سلامت بین‌الملل (MSIH)
مدرسه پزشکی برای سلامت بین‌الملل (MSIH) حاصل همکاری میان اعضای هیئت علمی دانشگاه بن‌گوریون و دانشگاه کلمبیا است. این برنامه مشترک در زمینه سلامت جهانی و مراقبت‌های پزشکی در سال ۱۹۹۷ تأسیس شد.
مدرسه پزشکی برای سلامت بین‌الملل (MSIH) یک برنامه چهار ساله به سبک مدارس پزشکی آمریکای شمالی است که آموزش سلامت جهانی را در تمامی چهار سال برنامه درسی پزشکی ادغام کرده است. این برنامه به زبان انگلیسی، همکاری مشترکی است میان دانشکده علوم بهداشت دانشگاه بن‌گوریون نگب و مرکز پزشکی اروینگ دانشگاه کلمبیا، و در شهر بئرشبع اسرائیل واقع شده است. این مدرسه هر سال بیش از ۳۰ دانشجو می‌پذیرد. بیشتر دانشجویان از ایالات متحده هستند و شماری نیز از کانادا و کشورهای دیگر می‌آیند.

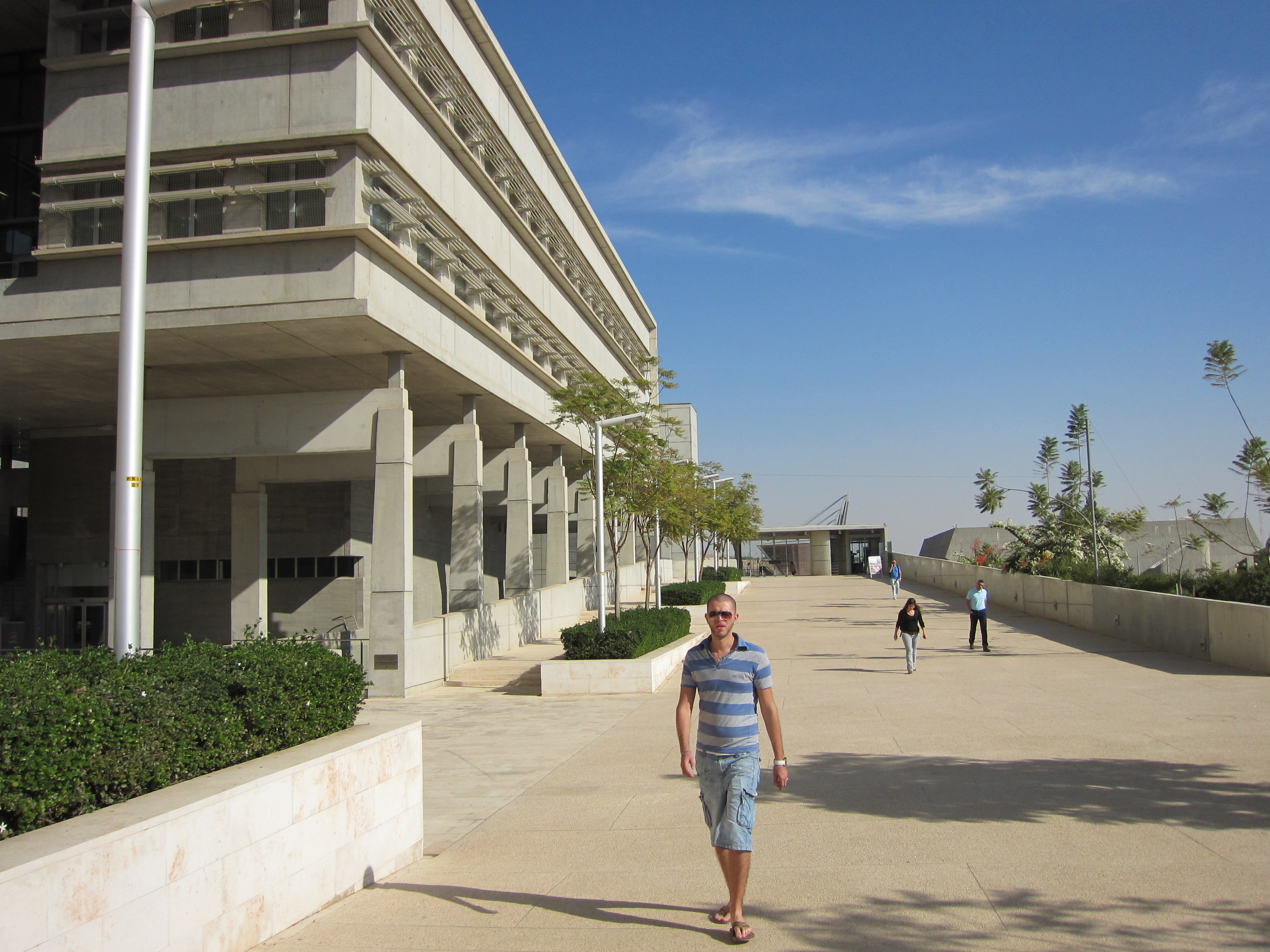
دانشگاه بن گوریون

در اکتبر ۲۰۱۸، مدرسه پزشکی برای سلامت بین‌الملل بیستمین سالگرد تأسیس خود را با برگزاری سمیناری دو روزه جشن گرفت تا دستاوردهای خود را گرامی داشته و شرکای متعددش از سراسر جهان را گرد هم آورد. این رویداد با مراسم سوگند پزشکان (که با مراسم روپوش سفید تفاوت دارد) توسط دانش‌آموختگان دوره ۲۰۲۲ به پایان رسید.
در اکتبر ۲۰۱۹، بیست‌ویکمین دوره دانشجویان MSIH (دوره ۲۰۲۳) سوگند پزشکی خود را در مراسمی ویژه در محوطه دانشگاه به‌جا آوردند. برای نخستین بار در تاریخ این برنامه، اعضای هیئت علمی به هر یک از دانشجویان این دوره روپوش سفید واقعی با نشان MSIH اهدا کردند.

### مراکز پژوهشی میان‌رشته‌ای
در دانشگاه بن‌گوریون شصت‌ویک مرکز پژوهشی میان‌رشته‌ای وجود دارد، از جمله: مرکز بین‌المللی سلامت و تغذیه اس. دانیل آبراهام، مرکز رابرت اچ. آرنو برای مطالعات و توسعه بادیه‌نشینان، مرکز ملی انرژی خورشیدی بن‌گوریون، مرکز بین‌المللی گلدشتاین-گورن برای اندیشه یهود، مرکز استر و سیدنی راب برای مطالعات هولوکاست و رستگاری، مرکز ادموند جی. سفرا برای طراحی و مهندسی بیوپلیمرهای عملکردی، مرکز مینروا رایموند اشتادلر برای مهندسی ماکرومولکول‌ها در مقیاس مزو، و مرکز زلاتوسکی برای علوم اعصاب.

### برنامه های بین المللی
دفتر بین‌الملل دانشگاه بن‌گوریون (BGU International) در راستای گسترش برنامه‌های آکادمیک ارائه‌شده به دانشجویان بین‌المللی به زبان انگلیسی فعالیت کرده است. این برنامه‌ها شامل موارد زیر هستند: مدرسه بین‌المللی مطالعات بیابان آلبرت کتز، مدرسه پزشکی برای سلامت بین‌الملل، برنامه کارشناسی ارشد مطالعات اسرائیل، برنامه کارشناسی ارشد جوامع پایدار آفریقا، برنامه بین‌المللی MBA، و برنامه‌های تابستانی، یک‌ترمی مطالعات آزاد، و کارآموزی آکادمیک دفتر بین‌الملل. این دانشگاه میزبان دانشجویانی از نزدیک به ۷۰ کشور جهان است.

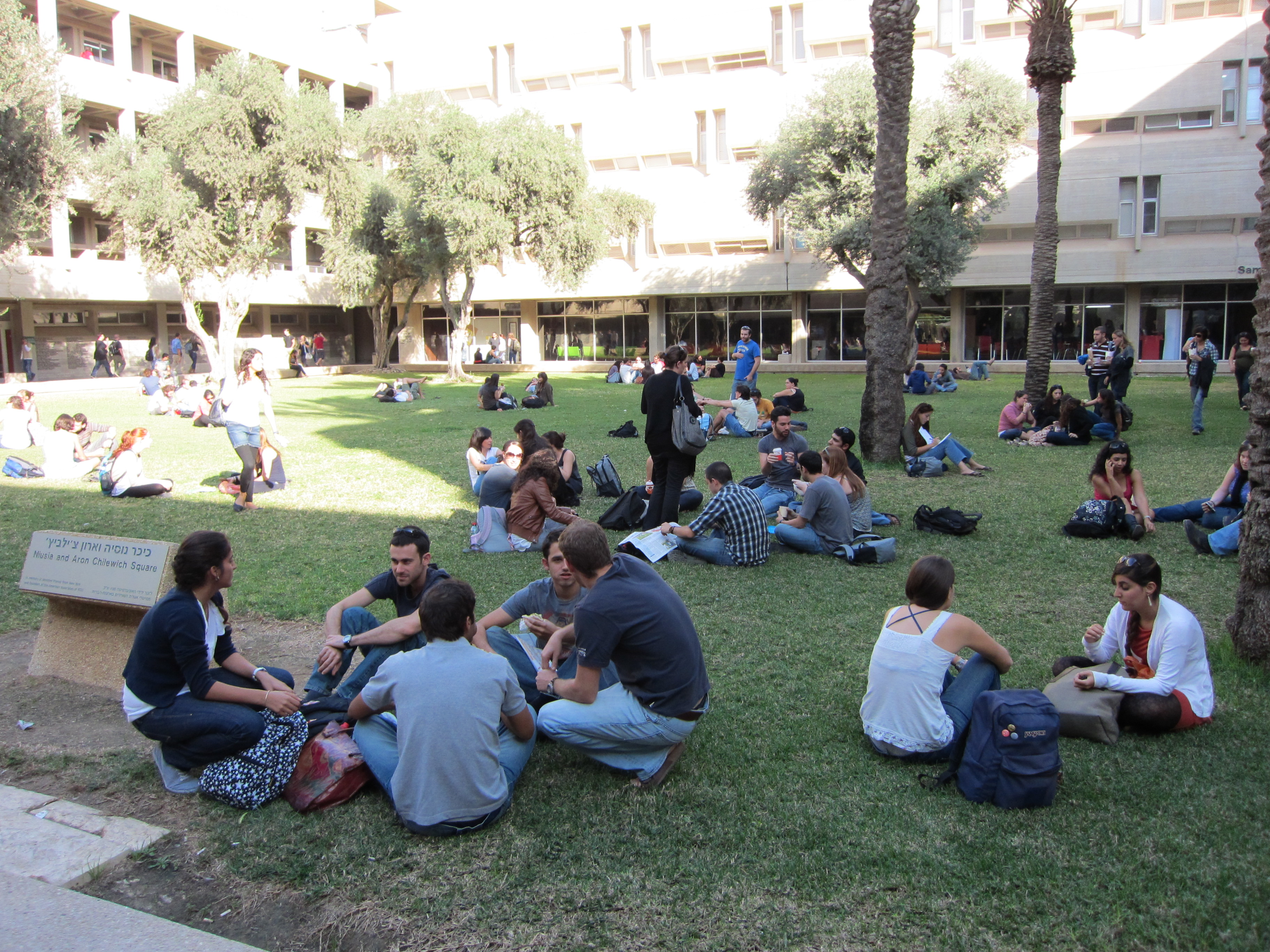
محوطه دانشگاه بن گوریون

### جایگاه در رتبه‌بندی‌های جهانی
بر اساس رتبه‌بندی جهانی دانشگاه‌های QS در سال ۲۰۱۶، دانشگاه بن‌گوریون در جایگاه ۳۲۰ جهانی، ۷۰ آسیا و چهارم در میان دانشگاه‌های اسرائیل قرار گرفت. همچنین، این دانشگاه در رتبه‌بندی دانشگاه‌های جوان در جدول «۵۰ دانشگاه برتر زیر ۵۰ سال» QS در سال ۲۰۱۶، در جایگاه ۳۱ جهان قرار گرفت و تنها دانشگاه اسرائیلی حاضر در این فهرست تا آن زمان بود. دانشگاه بن‌گوریون همچنین در رتبه‌بندی دانشگاه‌های جهان در رشته علوم کامپیوتر بر اساس رتبه‌بندی دانشگاه‌های جهان در علوم کامپیوتر (Academic Ranking of World Universities in Computer Science) در سال ۲۰۱۵، به مدت چهار سال پیاپی در بازه رتبه‌های ۱۰۱ تا ۱۵۰ جهانی قرار داشت.